# St. Gabriel (Haseldorf)

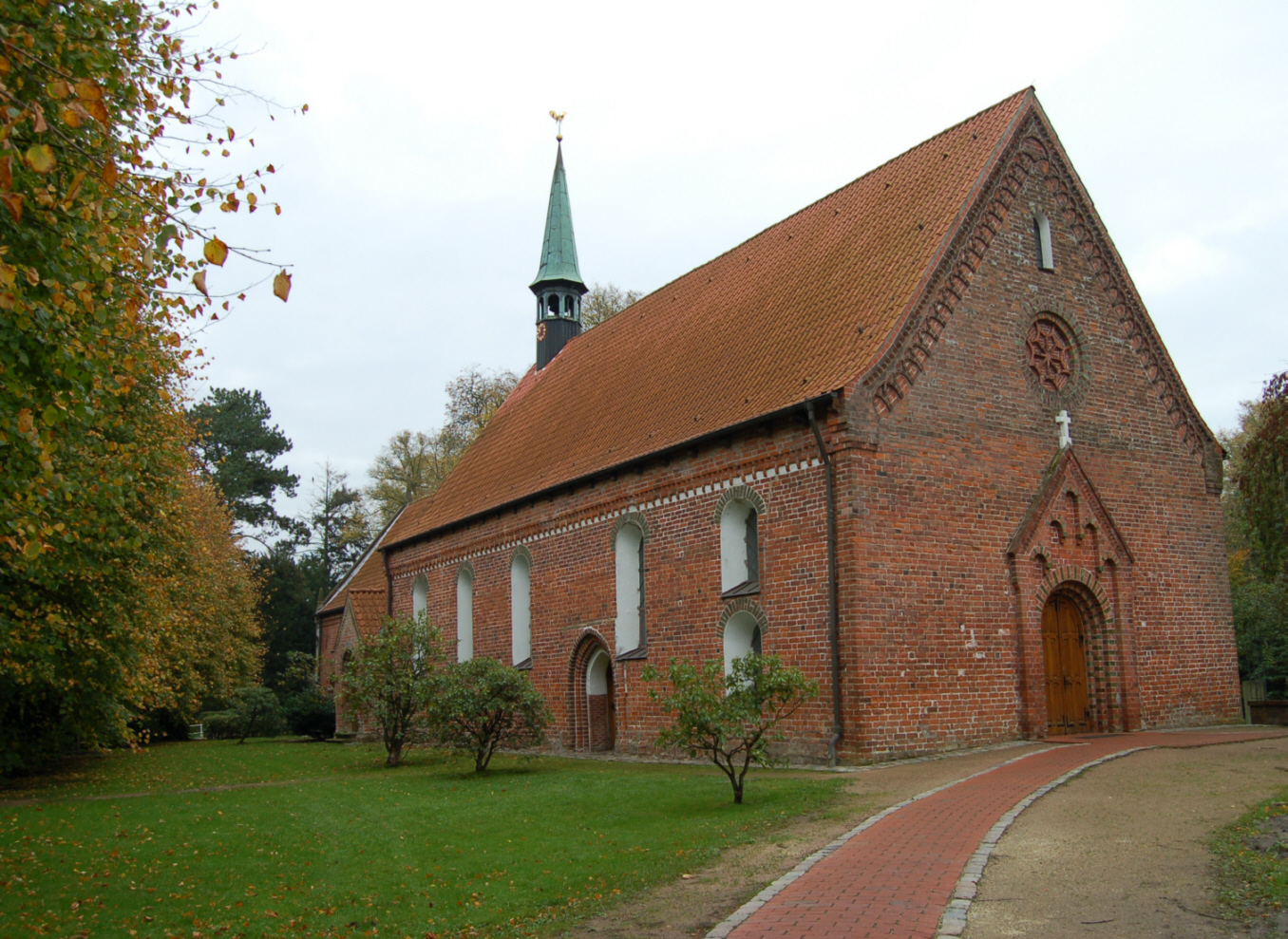
Kirche St. Gabriel in Haseldorf

Die Kirche St. Gabriel liegt am Eingang zum Park des Haseldorfer Gutshauses. Die Kirche wurde zwischen 1200 und 1250 gebaut und gilt als bedeutendster spätromanischer Backsteinbau in den Elbmarschen.

## Kirchengemeinde
Die St.-Gabriel-Kirche gehört heute zur Kirchengemeinde Sankt Gabriel Haseldorf – Hetlingen, die Teil der Evangelisch-Lutherischen Kirche in Norddeutschland ist. Die Kirche in Hetlingen gehört als ein weiterer Predigtplatz zur Gemeinde.

## Die Kirche

### Die Langhauswände
Die Langhauswände zeigen noch weitgehend den ursprünglichen Zustand. Sie sind aus roten Klosterziegeln im gotischen Verband gemauert. Das Mauerwerk zeigt im oberen Bereich verschiedene Friese.
Die Südwand weist einen Kreuzbogenfries auf und zeigt grün glasierte Steine über den Fensterbögen. Der ursprüngliche Haupteingang, das Südportal, wurde zugemauert.

Die Nordwand ist ähnlich wie die Südwand gestaltet, hat aber ein spitzbogiges Portal (Eingang zum Patronatsstuhl) und einen anderen Fries. Es ist ein Konsölchenfries aus hochkantvermauerten Kopfsteinen, die unten abgerundet sind. Darüber befindet sich ein deutsches Band auf einer Läuferschicht.

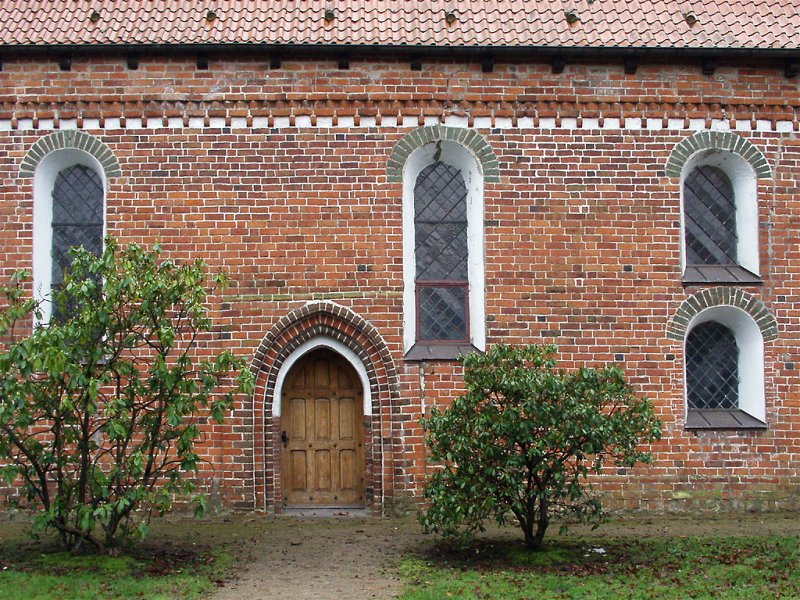
Nordwand mit Konsölchenfries und Spitzbogenportal
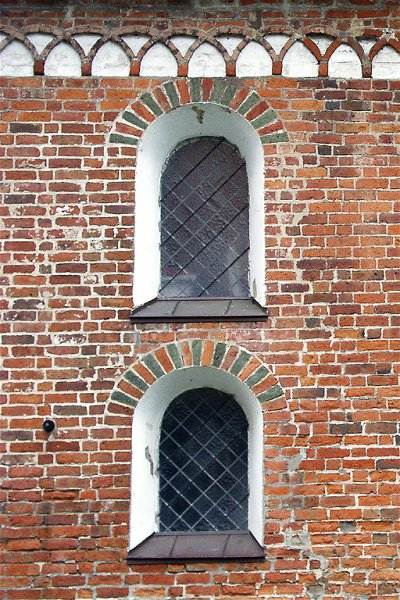
Südwand mit Kreuzbogenfries

### Die Gruftkapelle
1599 wurde auf der Ostseite an den Chor eine Gruftkapelle angebaut. Die Kapelle war bestimmt für den ermordeten Gutsherrn Detlef von Ahlefeldt. Der Mord war der Höhepunkt einer tragischen Familienfehde. Davon berichten zwei der große Steintafeln an der Rückseite der Kirche.

### Veränderungen im 19. Jahrhundert

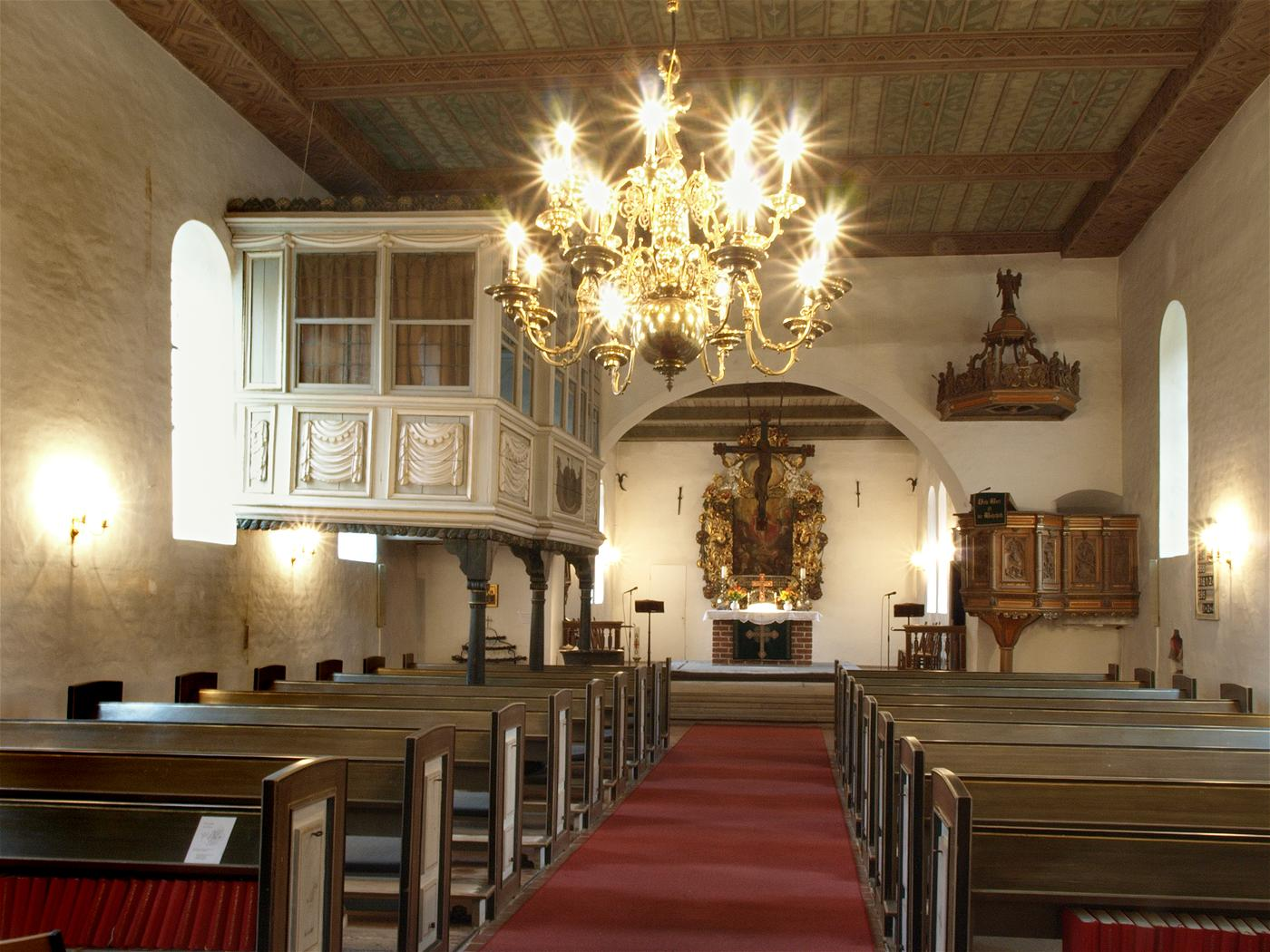
Innenraum nach Osten mit Triumphbogen

1883/84 erhielt die Kirche ihren Dachreiter mit der Kirchenuhr. Zu der Zeit ist auch der eingezogene Chor neu ummantelt worden, ebenso die Ahlefeldtsche Gruftkapelle.
2007 und 2008 fand eine denkmalgerechte Sanierung der Außenwände und des Epitaphs der Kirche statt. Im Frühjahr 2009 wurde der Innenraum ebenfalls komplett renoviert und eine Fußbodenheizung installiert.

### Das Kircheninnere
Der romanische Triumphbogen zwischen Altarraum und Kirchenschiff gibt Zeugnis von den ersten Anfängen dieses Gotteshauses. Darunter hängt das älteste Stück der Kirche: Es ist ein 1 m hohes frühgotisches Triumphkreuz mit Vierpass-Enden aus den Jahren 1300 bis 1310. Das hat eine Untersuchung am Institut für Holzbiologie in Hamburg ergeben.
Die Patronatsloge des Gutes Haseldorf ist auf Veranlassung des Patronatsherren Heinrich Andreas von Schilden 1731 erbaut worden. Sie steht auch heute noch den jeweiligen Gutsherren zur Verfügung. Die Loge steht an der Nordwand des Kirchenschiffs auf ionischen Holzsäulen. Die seitlichen Brüstungsfelder zeigen Tuchgehänge, das mittlere ein gemaltes Wappen. Den oberen Abschluss bildet im Mittelteil ein Schweifgiebel mit Medaillon.

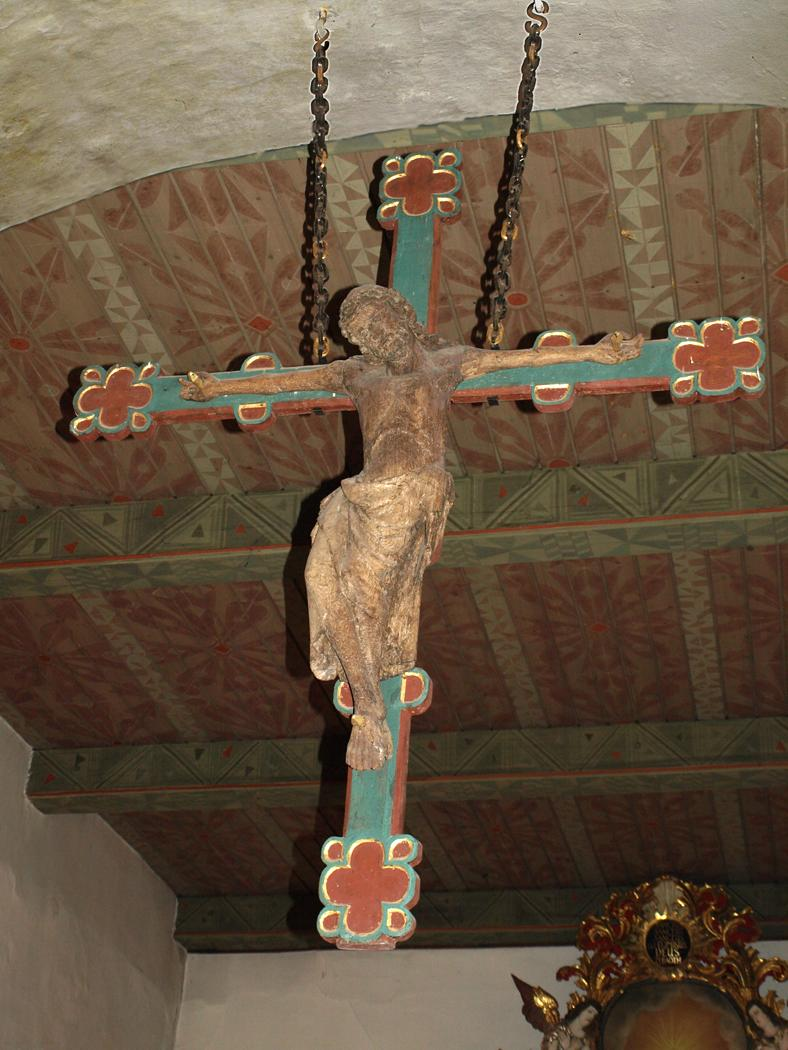
Triumphkreuz (13. Jh.)
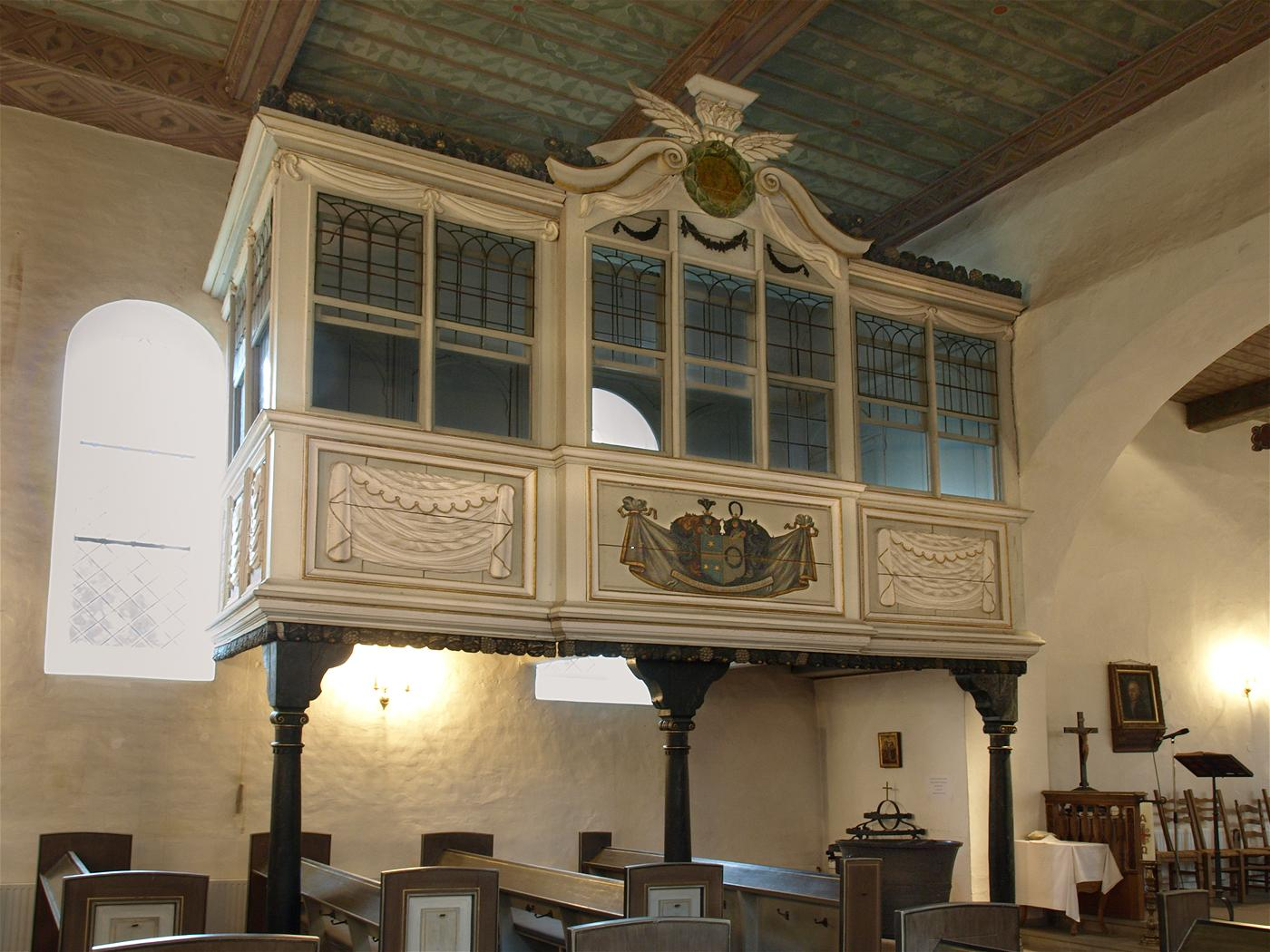
Patronatsloge (1731)

Der schlichte Altar wurde 1958 gefertigt, der Aufsatz stammt aber aus der Zeit um 1700. Ein barocker Akanthusrahmen mit zwei Engeln schließt ein etwas älteres Bild ein. Es ist ein Auferstehungsbild, das ursprünglich auf eine Grufttür gemalt wurde.
Die spätgotische bronzene Taufe stammt von 1445. Der Standring ist mit einem Rundbogenfries und vier Wappen versehen. Vier Figuren tragen die kesselartige Kuppa. Darauf befindet sich umlaufend eine Inschrift. Kleine Reliefs zeigen Darstellungen von Maria, einer Kreuzgruppe und dem Heiligen Georg.

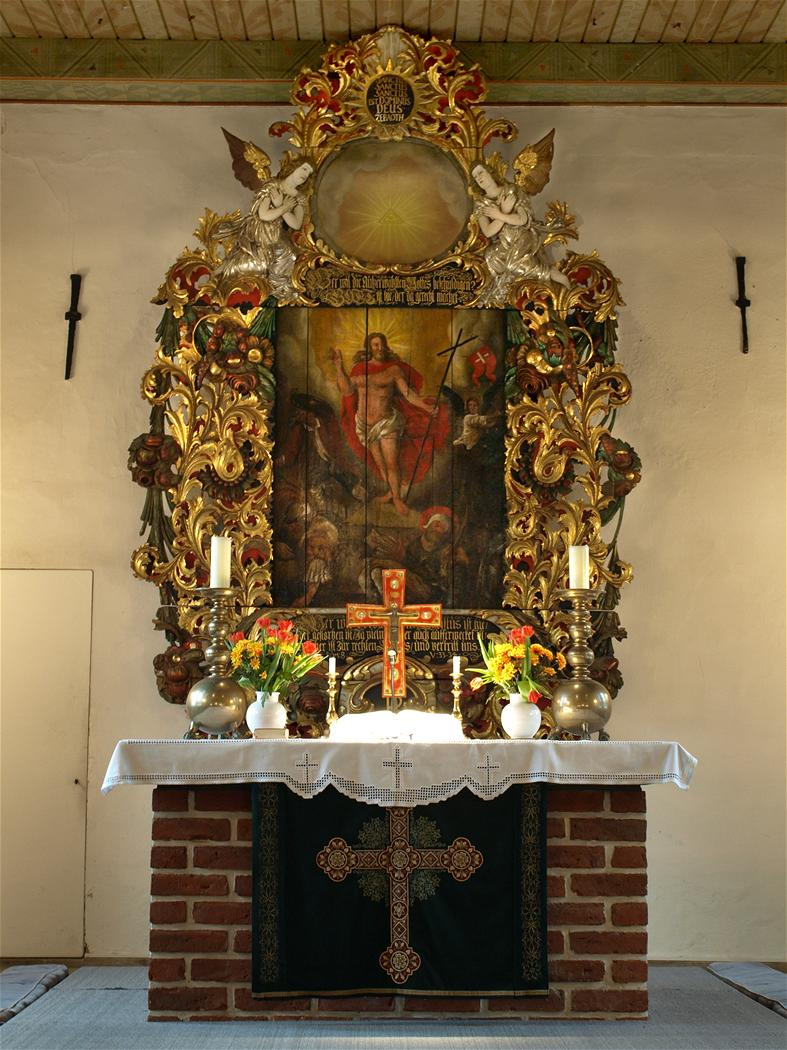
Altar mit barockem Aufsatz (um 1700)
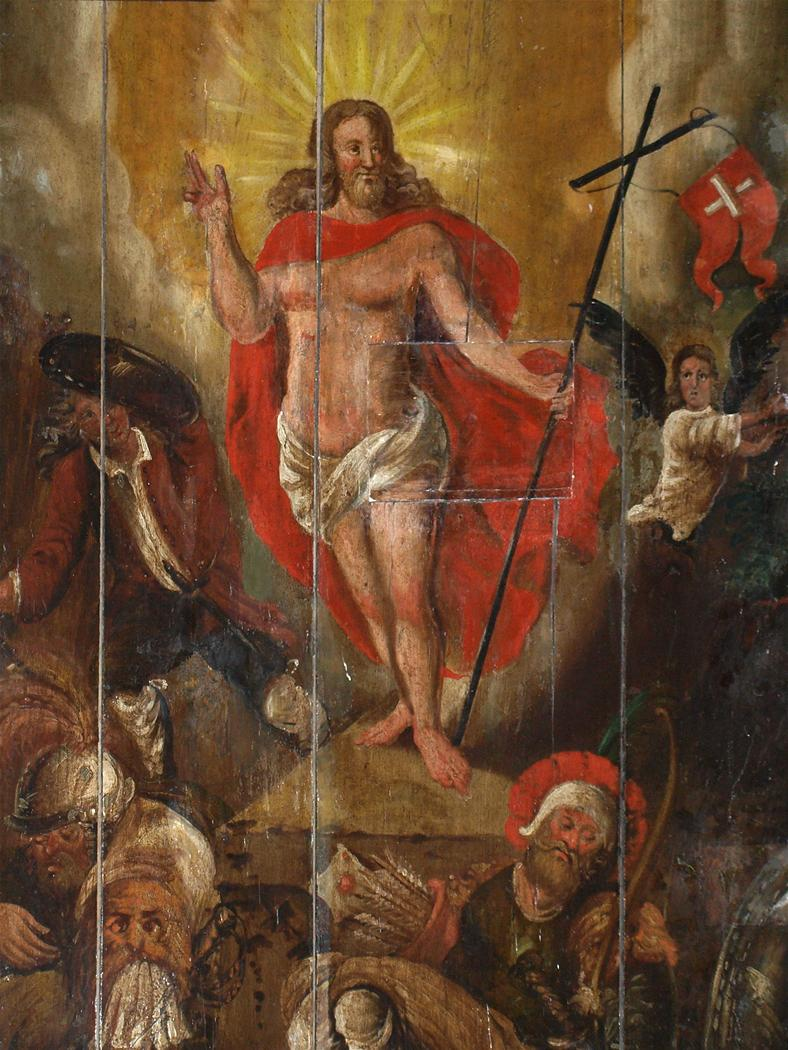
Altarbild
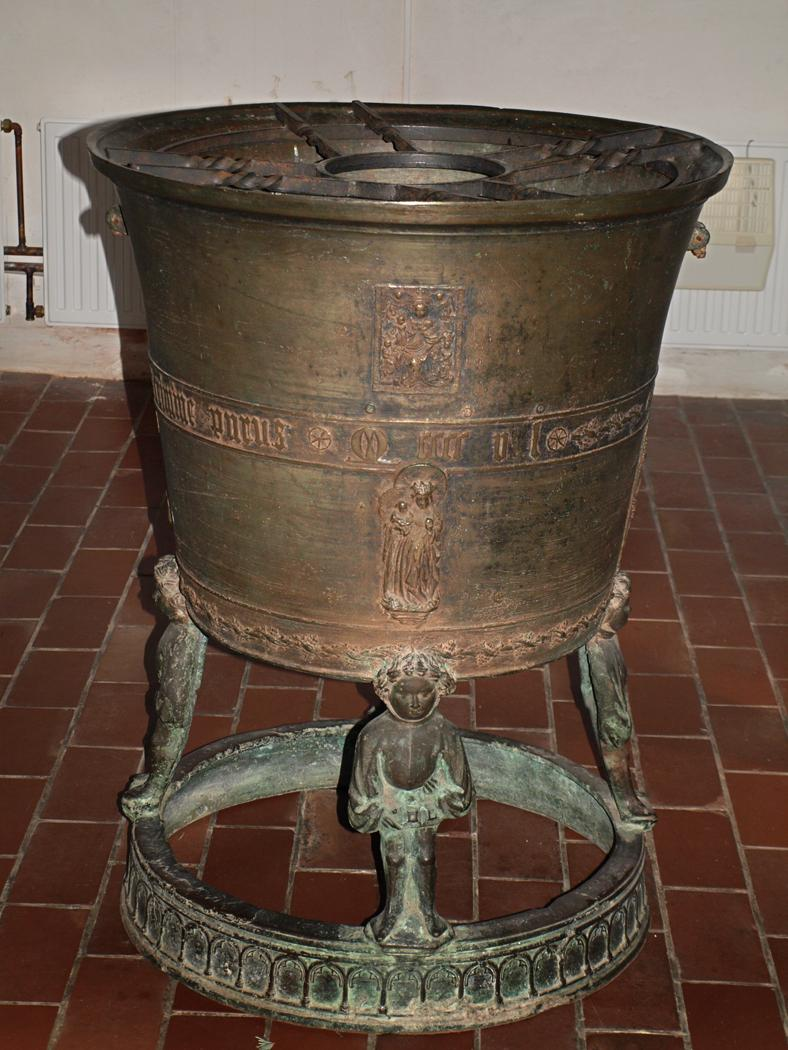
Bronzene Taufe (1445)

Die Kanzel wurde durch Spenden aus der Gemeinde im Jahr 1643 erbaut, nachdem die alte Kanzel im Dreißigjährigen Krieg zerstört wurde. Sie besteht aus stark gefirnister Eiche, gestaltet in maßvollem Barock. In den Feldern zwischen den Säulen des Kanzelkorbs sind Reliefs eingesetzt. Sie zeigen von links nach rechts die Verkündigung, die Anbetung der Hirten, Gethsemane, die Kreuzigung, die Auferstehung und die Himmelfahrt. Zur Kanzel gehört ein Schalldeckel mit Knorpelwerkaufsetzen, Tugendfiguren und einer krönenden Engelfigur.

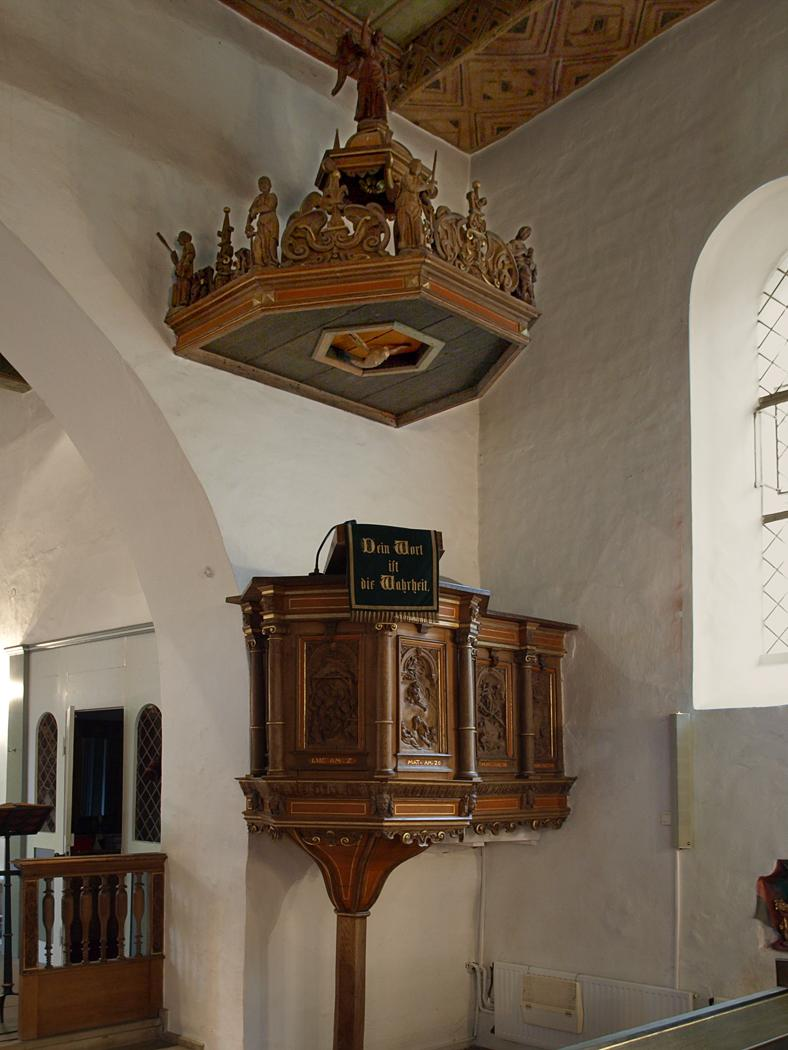
Kanzel mit Schalldeckel (1643)
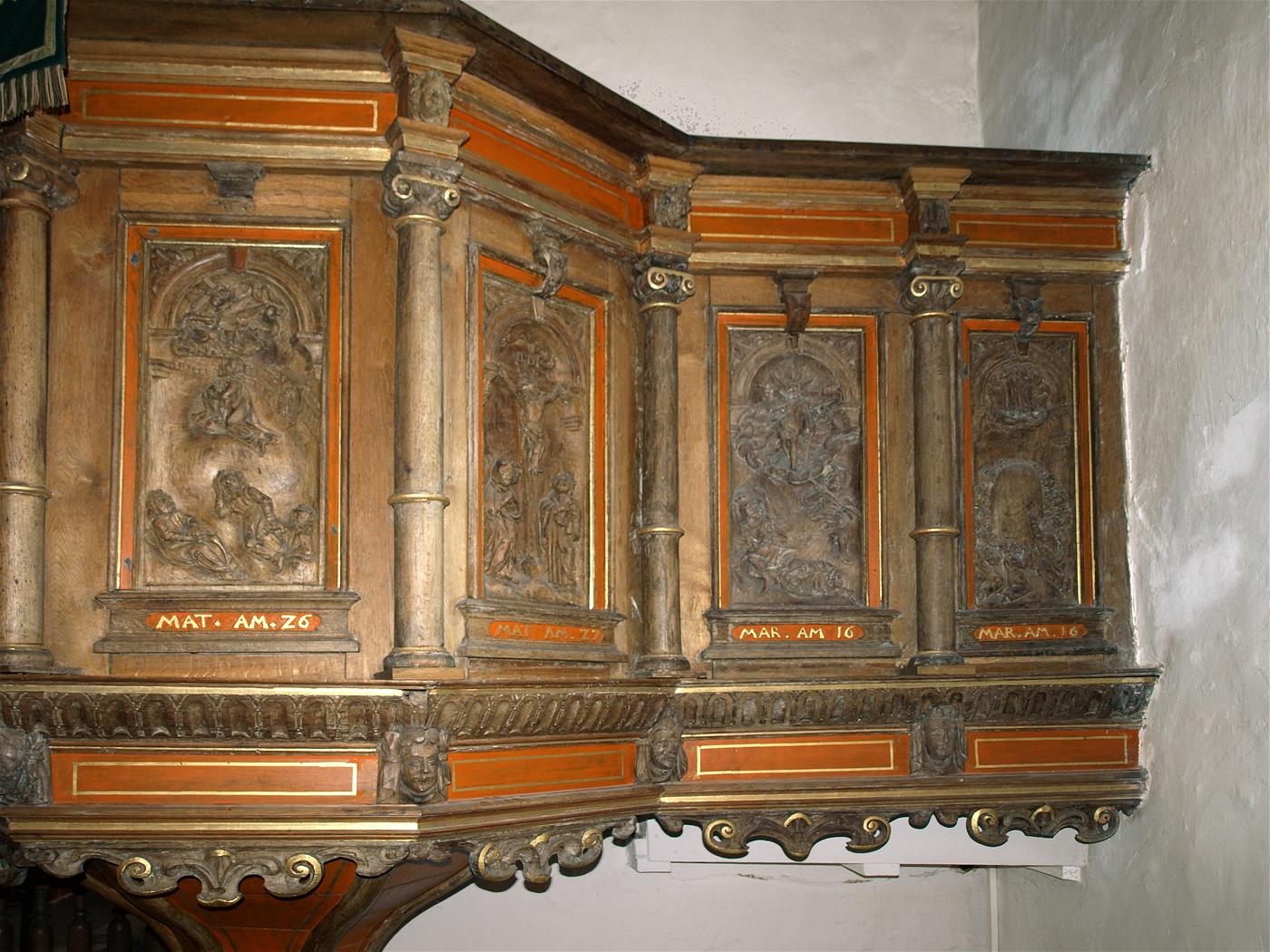
Reliefs auf der Kanzelbrüstung

Auf der Westempore der Kirche befindet sich die Orgel mit ihrem reizvollen Prospekt aus der Zeit um 1700. Ein hoher Unterbau trägt eine Barockfront mit höherem Mittelteil und spitz gewinkelten Seitenteilen. Die freistehenden Figuren stellen vier Musen dar. Vier weitere Musen sind als Relief im Akanthuslaubwerk zu sehen.
Der Kronleuchter aus dem 17. Jahrhundert besteht aus Gelbguss. Darunter versteht man eine Legierung mit 56 bis 80 Prozent Kupfer. Er hat einen zweistöckigen Aufbau und zeigt an der Spitze eine weibliche Figur.

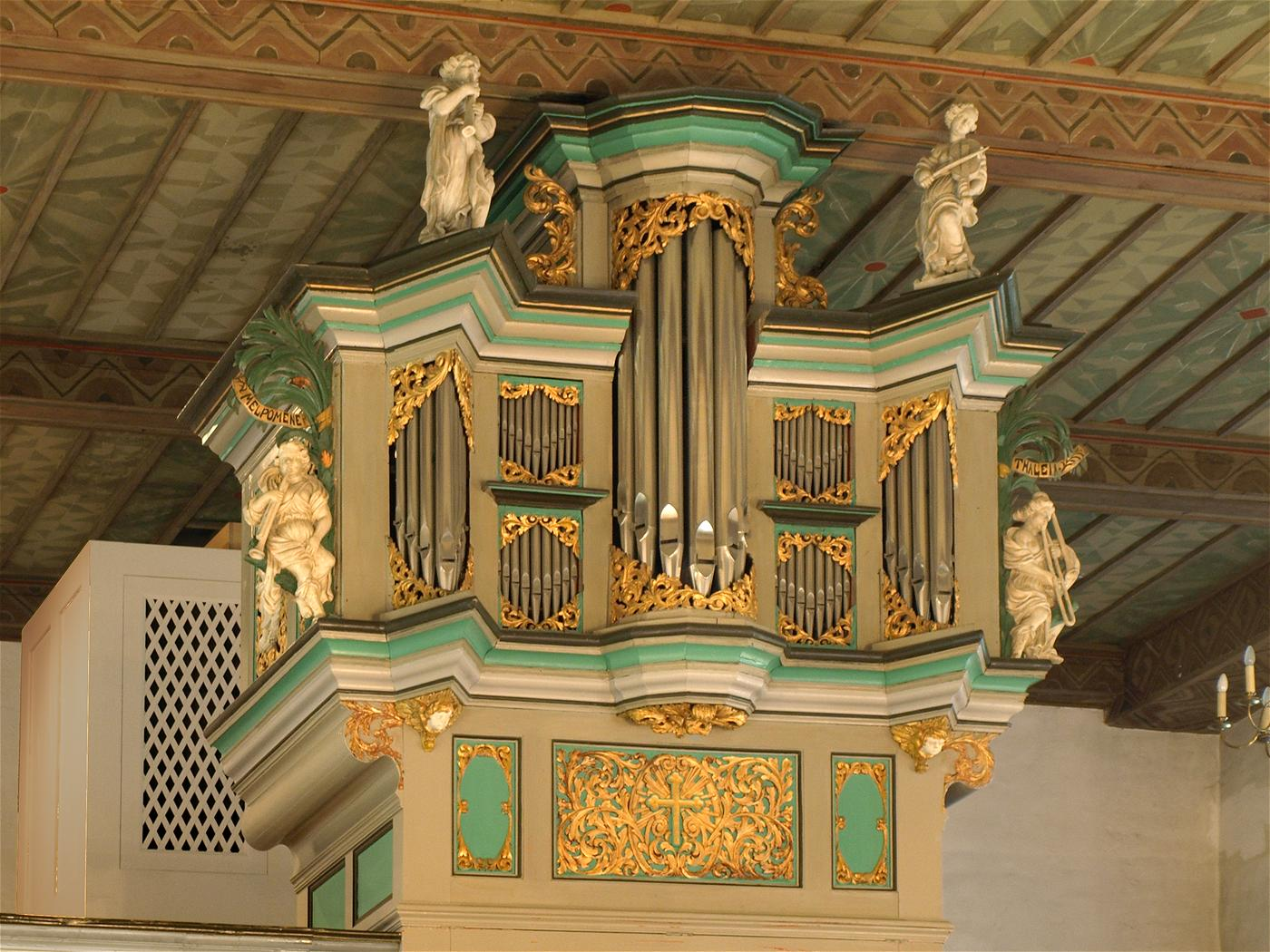
Hauptteil des Orgelprospektes (um 1700)
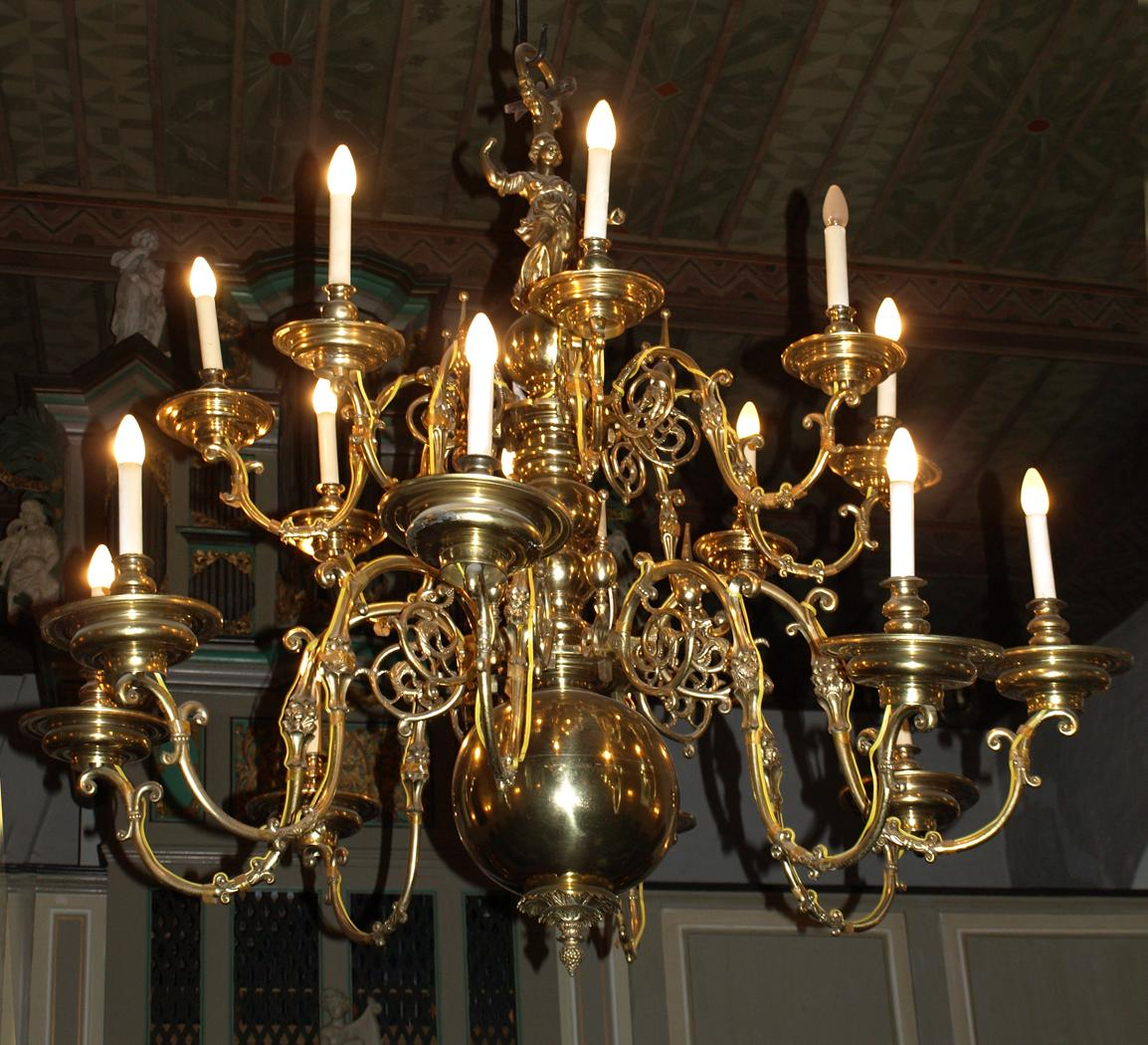
Zweistöckiger Kronleuchter mit Figur (17. Jh.)

### Epitaph
An der Ostwand des Gruftanbaus befindet sich ein Epitaph der Familie Ahlefeld  von 1599. Es besteht aus Sandstein und wurde vom Steinmetz Hans Steinhauer geschaffen. In einem Relief ist die Auferstehung Christi dargestellt, von Pilastern flankiert und mit einem Giebel mit Gebälkfries überdeckt. Gottvater erscheint im Dreiecksgiebel. Über dem Giebel steht eine halbbekleidete Frau. Außen sieht man jeweils eine liegende nackte Figur.
Unter der Szene befinden sich zwei Sockelbereiche. Die obere zeigt Wappen, die untere Inschriften.

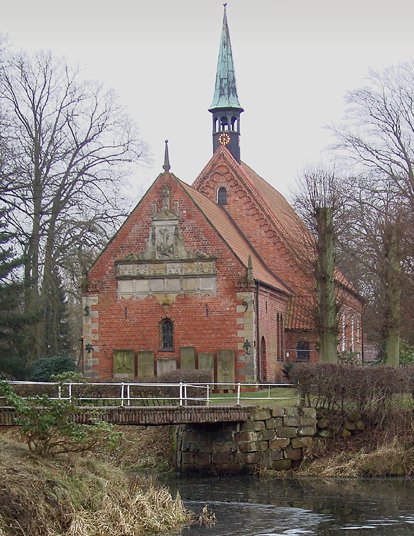
St. Gabriel von Osten – Chor mit Gruftkapelle
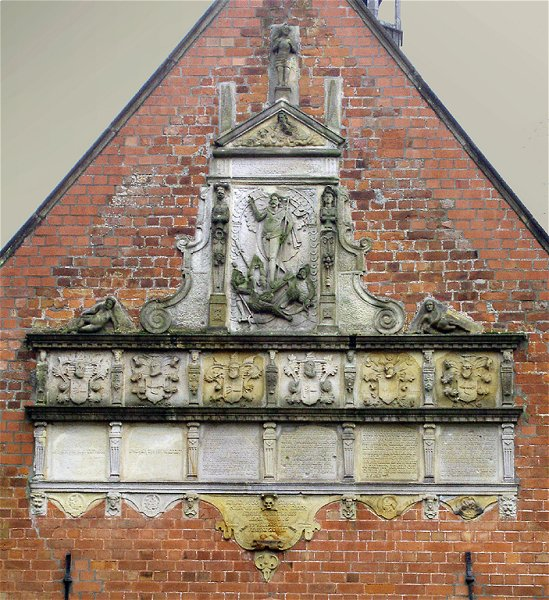
Epitaph an der Ostwand

#### Inschriften im Epitaph
- Die Inschrift im Gebälkfries lautet:

ICK BIN DE VPER STANDENE VD DAT LE / VENDT NEMANT KVMTTHOMVADER/DEN ALLENE DORCH MI.
- Die Inschriften in den sechs Tafeln unter den Wappenfeldern, lauten:

1. BENDIX VAN ALEFELT GEST. 1586, darüber ist das Wappen von Ahlefeldt; bez.: BENDIX ALEF.
2. EMERENTIA VAN ALEFELT, darüber ist das Wappen von Brockdorff;
3. ANNO 1586 DEN 17/MARZI IS DE EDLE VND EHR/RENVESTE FREDERICH VA ALEFELT ARFGESETEN VP / HASELDORP GOT SALIGEN / IM HEREN. IN DER NACHT / OF KLOCKE I. CHRISTLICK / VORSCHEDEN. UND ALHIR. AN / DE ROWSTEDE. GESE1TET / DE SEELE GOT GNADE. SINES / OLDERS IM. 31 IARE, und darüber ist das Wappen von Ahlefeldt;
4. (ANN)O 1599 DEN 9 MARZI VM DE / SLAWENTIDE IS DE EDLE VD EHRE / V ASTE DEDLOF V AN ALE- FELT ARFGE / SETEN THO HASELDORP IN DEM DOR / PE BRAKE V AN SINEM EGEN VEDER / MARQART V AN ALEFELT VD KNECHTE / BVREN VD ANDER MEDHLPER A VERGE / F(AL- LEN) VD GANZ VNCHRISTLICK TI (RA)/NISCH VND ERBARMLICK VOR / (MO)RDET WORDEN. SINE SELE / GOT GNEDICH SI. SINES OL / DERS IM … IARE., darüber ist das Wappen von Ahlefeldt;
5. AN- NO 1598 DEN 25 I… IS DE / EDLE DVGENTSAME CLELIA / DEDLOF VAN ALEFELT EHLIGE / HVSFROWE VON GEBORT REVENT / LOWE THOM KILE. GOTSALIGEN / IM HEREN IN DER NACHT VM DE 2 / SLEGE CHRISTLIKEN VOR- SCHE / DEN VND ALLHIR AN DE ROWSTE / DE GESETTET. DER SELE GOT / GNEDIG SI EHRES OLDERS IM / 25 IARE, darüber ist das Wappen von Reventlow, bez.: CLELIA V ALEFEL T;
6. ANNO 1599 DEN (9) MARZI VM DE / SLA W(EN)TIDE. IS D(E E) DLE VD EHREN / VESTE HANS BROCKTORP OL- DE / FRIDERICK BROCKTORP SONE / IN DEM DORPE BRAKE VO SINEM / OME MARQART V ALEFEL T VD SINE / KNECHTE BVREN VD AN- DER MEDHVL/PER AVERGEFALLEN VD GANZVN(CHRIS)T / LICK TIRANSCH VD ER- BARMLICK VOR / MORDET WORDEN. SINE SE- LE GOT / GNADE. SIND ES OLDERS IM 39 IARE, darüber ist das Wappen von Brockdorff.

- Die Medaillons in den Unterhängen zeigen die Evangelisten, von links gesehen:

1. S. MA1TEVS / S. MAR-CUS / S. L VCAS / S. IOHANNES.

- Beim Totenkopf in der Mitte unten liest man die Inschrift:

1. STARVEN WI SO STARVEN WI IN / HEREN. WI LEVEN ED D ER / STAR VEN SO SINT WI DES / HE- REN. ANNO 15/99 IS DISSE GREFIFENISSE GEMAKET.